# Ilmari Hannikainen
Toivo Ilmari Hannikainen est un pianiste et compositeur finlandais, né à Jyväskylä le 19 octobre 1892, mort à Kuhmoinen le 25 juillet 1955.

## Biographie
Fils de Pekka Juhani Hannikainen (1854-1924) et frère de Väinö Hannikainen et de Tauno Hannikainen, tous musiciens, Ilmari Hannikainen étudie à l'université d'Helsinki de 1911 à 1914 avant de travailler à l'Académie de musique de Vienne avec Franz Schreker. Il poursuit ses études musicales  avec Alexander Siloti à Saint-Pétersbourg (1915-1917), puis avec Alfred Cortot à Paris (1919). De retour en Finlande, il enseigne le piano au Conservatoire d'Helsinki. Il obtient plus tard une chaire de professeur à l'Académie Sibelius. Dans la musique classique finlandaise, Hannikainen représente la transition entre le romantisme tardif et la musique impressionniste. En plus de ses Miniatures pour piano qui symbolisent le mieux cette évolution, il a composé un opéra, deux[citation nécessaire] concertos pour piano, un quatuor avec piano, des lieder et de la musique de films, dont celle de Sången om den eldröda blomman (1934).
Hannikainen est mort noyé en 1955 lors d'une traversée en bateau et certains de ses collègues musiciens, comme Aarre Merikanto considèrent sa mort comme un suicide.

## Œuvres principales
- Sonate pour piano (vers 1910)
- Quatuor avec piano (1913)
- Miniatures, pour piano
- Berceuse op.4 no.2, pour piano(1913-1914)
- Ilta op.4 no.3, pour piano (1913-1914)
- Feux follets op.4 no.4, pour piano (1914)
- Ensilumi (Première neige) op. 11b, pour piano (1915)
- Suihkulähteellä (À la fontaine) op. 12, pour piano (1916)
- Concerto pour piano op. 7 (1916-1917)
- Variations fantasques op. 19, pour piano (1916-1924)
- Quatuor à cordes (1919)
- Debussyn varjokuva (Silhouette de Debussy) op. 20, pour piano (1921)
- Opéra Singspiel Talkootanssit (La danse villageoise) op. 37 (1930)

## Sources
- (en) Cet article est partiellement ou en totalité issu de l’article de Wikipédia en anglais intitulé « Ilmari Hannikainen » (voir la liste des auteurs).